# Koszykówka na Letniej Uniwersjadzie 2019
Turniej koszykarski w ramach Letniej Uniwersjady 2019 został rozegrany w dniach od 3 do 11 lipca na czterech obiektach we Włoszech. 

## Obiekty
| Rodzaj   | Miejsce rozgrywania          | Miasto     |
| -------- | ---------------------------- | ---------- |
| Zawody   | Palasport Del Mauro (finały) | Avellino   |
| Zawody   | PalaBarbuto                  | Neapol     |
| Zawody   | PalaCercola                  | Cercola    |
| Zawody   | PalaJacazzi                  | Aversa     |
| Treningi | CUS Napoli (2 boiska)        | Neapol     |
| Treningi | Palasport                    | Mondragone |
| Treningi | PalaVignola                  | Caserta    |
| Treningi | Polifunzionale Soccavo       | Neapol     |

## Medaliści i medalistki
| Konkurencja      | Złoto             | Srebro            | Brąz       |
| ---------------- | ----------------- | ----------------- | ---------- |
| Turniej mężczyzn | Stany Zjednoczone | Ukraina           | Australia  |
| Turniej kobiet   | Australia         | Stany Zjednoczone | Portugalia |